# Кастрильон Ойос, Дарио
Да́рио Кастрильо́н О́йос (исп. Darío Castrillón Hoyos; 4 июля 1929, Медельин, Колумбия — 18 мая 2018, Ватикан) — колумбийский кардинал. Титулярный епископ Вилла дель Ре и коадъютор епархии Перейра со 2 июня 1971 по 1 июля 1976. Епископ Перейры с 1 июля 1976 по 16 декабря 1992. Генеральный секретарь Латиноамериканского епископского совета в 1983—1987. Председатель Латиноамериканского епископского совета в 1987—1991. Архиепископ Букараманги с 16 декабря 1992 по 15 июня 1996. Про-префект Конгрегации по делам духовенства с 15 июня 1996 по 23 февраля 1998. Префект Конгрегации по делам духовенства с 23 февраля 1998 по 31 октября 2006. Председатель Папской Комиссии Ecclesia Dei с 13 апреля 2000 по 8 июля 2009. Кардинал-дьякон с титулярной диаконией Сантиссими-Номе-ди-Мария-аль-Форо-Трайано с 21 февраля 1998 по 1 марта 2008. Кардинал-протодьякон с 23 февраля 2007 по 1 марта 2008. Кардинал-священник с титулом церкви pro hac vice Сантиссими-Номе-ди-Мария-аль-Форо-Трайано c 1 марта 2008.

## Ранняя жизнь
Родился Кастрильон Ойос 4 июля 1929 года, в Медельине, Колумбия. Образование получил в двух семинариях Антиаквия и Санта-Роза де Осос, а также в Папском Григорианском Университете, где он получил докторантуру в каноническом праве и на социологическом факультете Университета Лувена, в Бельгии.
26 октября 1952 года посвящён в священники, в Риме. Рукоположение совершил Альфонсо Каринчи — титулярный архиепископ Селеучи ди Изаурия, секретарь Священной Конгрегации Обрядов.
После его обучения в Папском Григорианском Университете в Риме, Кастрильон Ойос вернулся в Колумбию. В Колумбии, он был викарием двух сельских приходов, в Сеговии де Ярумал. Директор национальной пасторской программы; чиновник епархиальной курии Санта-Розы де Осос; директор радиофонических школ; церковный ассистент католической рабочей молодежи; епархиальный директор катехизации. Преподавал каноническое право в Свободном Гражданском Университете и был генеральным секретарем конференции колумбийских епископов.

## Епископ
2 июня 1971 года, он был избран титулярным епископом Виллы дель Ре и назначен коадъютором, с правом наследования епархии Перейры. Посвящён в епископы 18 июля 1971 года, Анджело Палмасом, титулярным архиепископом Вибианы, апостольским нунцием в Колумбии.
Наследовал епархию Перейры, 1 июля 1976 года. В 1983—1987 годы, он был генеральным секретарём Латиноамериканского епископского совета и был председателем совета в 1987—1991 годы. 16 декабря 1992 года, Кастрильон Ойос был назначен папой римским Иоанном Павлом II архиепископом Букараманги. Оставил митрополию 15 июня 1996 года.

## Кардинална службеРимской курии
15 июня 1996 года Кастрильон Ойос был назначен про-префектом Конгрегации по делам духовенства; на этом посту, он был ответствен за празднования, 50-й годовщины рукоположения Иоанна Павла II, в священники.
Возведён в кардиналы-дьяконы на консистории от 21 февраля 1998 года папой римским Иоанном Павлом II, с титулярной диаконией Сантиссими-Номе-ди-Мария-аль-Форо-Трайано. Префект Конгрегации по делам духовенства с 23 февраля 1998 года. Председатель Папской Комиссии Ecclesia Dei с 13 апреля 2000 года.
Кастрильон Ойос был одним из кардиналов-выборщиков, которые участвовали в папском Конклаве 2005 года, который избрал папу римского Бенедикта XVI. Также Кастрильон Ойос рассматривался в качестве папабиля.
При новом папе сохранил свои посты в Римской курии.
31 октября 2006 года папа римский Бенедикт XVI принял отставку кардинала Кастрильона Ойоса с поста префекта Конгрегации по делам духовенства, но сохранил за ним пост председателя Папской Комиссии Ecclesia Dei. Кардинал Кастрильон Ойос сохранил своё влияние в курии. Преемником на посту главы Конгрегации стал бразильский кардинал Хуммес.
23 февраля 2007 года кардинал Кастрильон Ойос сменил кардинала Медину Эстевеса на посту кардинала-протодьякона, одной из функций которого является объявление нового папы римского на Конклаве. Это назначение можно расценивать как признак того, что, несмотря на свою отставку с поста главы Конгрегации по делам духовенства, кардинал Кастрильон Ойос остаётся очень влиятельной фигурой в Ватикане.
1 марта 2008 года возведён в кардиналы-священники с титулом церкви pro hac vice Сантиссими-Номе-ди-Мария-аль-Форо-Трайано, тем самым покинул пост кардинала-протодьякона, который занял кардинал Агостино Каччавиллан.
4 июля 2009 года кардиналу Кастрильону Ойосу исполнилось 80 лет и он потерял право участвовать в Конклавах. 8 июля 2009 года папа римский Бенедикт XVI поблагодарил кардинала Дарио Кастрильона Ойоса, в конце его служения председателя Папской Комиссии Ecclesia Dei, и назвал кардинала Уильяма Джозефа Леваду, префекта Конгрегации Доктрины Веры, председателем той же самой Комиссии. В тот же самый день, было опубликовано motu proprio Ecclesia Unitatem, относительно этой папской комиссии, датированное 2 июля 2009 года.
Скончался 17 мая 2018 года.